# HD 95241
HD 95241，又名BD+43 2068，SAO 43564、HR 4285，是一颗恒星，视星等为6.02，位于銀經170.63，銀緯62.52，其B1900.0坐标为赤經10h 54m 40.5s，赤緯+43° 62.52′ 5″。